# Емил Павлов (полицай)
Емил Емануилов Павлов български полицай, старши комисар от МВР. 

## Биография
Роден е на 15 февруари 1981 г. в Бургас, Народна република България. Павлов започва да тренира плуване от ранна възраст и през 1993 г. е приет в спортното училище „Юрий Гагарин“ в Бургас. Той е многократен републикански шампион по плуване на 200 м бътерфлай в различни възрастови групи.[източник? (Поискан днес)]
През 1999 г. завършва средното си образование и е приет във факултет „Полиция“ в Академията на МВР, където отбива и военната си служба. През 2003 г. завършва с бакалавърска степен по „Противодействие на престъпността и опазване на обществения ред“ и получава звание лейтенант. По-късно завършва магистратура по „Право“ във Великотърновския университет „Св. Св. Кирил и Методий“.

## Професионална кариера
В периода 2003–2006 година е разузнавач в сектор „Икономическа полиция“, ОДМВР-Бургас.
От 2006 до 2009 година работи като разузнавач в сектор „Борба с организираната престъпност“, ОДМВР-Бургас
След това от 2009 до 2015 година е разузнавач в отдел „Специални операции“, ГДБОП и ДАНС.
В периода 2015–2019 година е началник на отдел „Криминална полиция“, ОДМВР-Бургас
От 2019 до 2023 година е заместник-директор на ОДМВР-Бургас.
От август 2023 година е директор на ОДМВР-Бургас.

## Основни дейности и инициативи
Разбиване на престъпни групи в Бургас – участва в операции срещу организирани престъпни групи, включително мрежи, свързвани с Димитър Желязков („Очите“) и Божидар Кузманов („Кравата“)
Според вътрешни оценки, разкриваемостта на тежки престъпления в региона е останала висока по време на неговия мандат, включително при случаи на умишлени убийства.
Координация при кризисна ситуация – ръководи действията на ОДМВР-Бургас по време на бедствието през септември 2023 г. при наводненията по Южното Черноморие.
Модернизация на патрулната дейност – въвежда носенето на боди-камери от всички патрулни полицаи в областта
Развитие на експертния капацитет – работи по създаването на лаборатория за изследване на наркотици в Бургас, като осигурява финансиране в размер на 650 000 лв.
Поощряване на гражданска доблест – награждава първокласници за достойна и смела постъпка с обществен принос
Положителни резултати за региона – под негово ръководство се наблюдава едновременно спад на престъпността и ръст на туристическия поток в Бургаска област
Международно признание – Европол официално оценява високо действията на полицията в Бургас по обезпечаване на сигурността по време на международни мото-събития

## Награди и отличия
- „Почетен знак на МВР – III степен“ (2011)
- „Почетен знак на МВР – II степен“ (2016)
- „Почетен знак на МВР – I степен“ (2018)
- Приз „Полицай на годината“ от Министъра на вътрешните работи през 2019 г.
- Почетен медал на МВР (2024) [8]

## Личен живот
Емил Павлов е семеен и има две деца.